# Vágáshuta
Vágáshuta is een plaats (község) en gemeente in het Hongaarse comitaat Borsod-Abaúj-Zemplén. Vágáshuta telt 114 inwoners (2001).